# Sendschreiben zum Göttlichen Plan
Die Sendschreiben zum Göttlichen Plan wurden von Abdu’l Baha verfasst und sind laut Shoghi Effendi den Bahai der Welt „Mandat“ ihrer „Weltmission“ und die „oberste Charta des Lehrens“.

## Hintergrund
Die ersten acht Sendschreiben wurden zwischen dem 26. März und dem 22. April 1916, die restlichen sechs zwischen dem 2. Februar und dem 8. März 1917 auf Persisch verfasst. Sie sind entweder an die Bahai der Vereinigten Staaten und Kanada oder an die Bahai von einem der fünf Regionen Nordamerikas gerichtet. Von der ersten Gruppe erreichten fünf Sendschreiben Amerika, deren englische Übersetzung am 8. September 1916 in dem Bahai-Magazin „Star of the West“ veröffentlicht wurde. Danach brachen kriegsbedingt die Postwege zusammen. Die restlichen Sendschreiben wurden auf einer eigens anberaumten Tagung vom 26. bis 30. April 1919 in New York City feierlich verlesen. In diesen Sendschreiben werden die Bahai aufgerufen, ihren Glauben in der Welt zu verbreiten. Damals gab es in nur 35 Ländern Bahai. Sofort reagierten Martha Root, die im Juli 1920 ihre Weltreisen begann, sowie Herr und Frau Dunn, die im April 1920 nach Australien übersiedelten. Alle drei wurden später von Shoghi Effendi als Hände der Sache geehrt. Jedoch wurde der Göttliche Plan erst 1937 allgemein implementiert, als Shoghi Effendi den Amerikanern den ersten Siebenjahresplan gab. Da dieses Mandat laut Shoghi Effendi für alle Bahai gilt, wurden die Sendschreiben auch ins Deutsche übersetzt. So wurden die Sendschreiben 1971 in den Bahai-Briefen und 1989 als eigenes Buch veröffentlicht.

## Inhalt
In den Sendschreiben ruft Abdu’l Baha die Bahai zu einer wirksamen, systematischen Verbreitung des Bahai-Glaubens auf. Insgesamt erwähnt Abdu’l Baha 120 Territorien und Inseln zu der die Botschaft Baha’u’llahs zu bringen ist. Er beschreibt auch die psychischen und ethischen Voraussetzungen einer erfolgreichen Lehrtätigkeit.